# IC 427
IC 427 è una nebulosa a riflessione nella costellazione di Orione.
Si tratta di una sezione della grande nebulosa oscura nota come LDN 1641, che si estende a sud della Nebulosa di Orione e che ospita un gran numero di oggetti HH e diverse stelle variabili note, fra le quali spicca V380 Orionis, una stella Ae/Be di Herbig molto giovane e calda. IC 427 si trova poco a nord della nebulosa NGC 1999, che è quella che avvolge questa stella, che sarebbe pure responsabile dell'illuminazione delle nebulose circostanti; la sua distanza, pari a 1500 anni luce (460 parsec), la colloca nella regione del Complesso di Orione.
LDN 1641 contiene al suo interno anche una ricca popolazione stellare ancora avvolta nei gas, le cui componenti sono osservabili specialmente nella banda dell'infrarosso. La sezione settentrionale, LDN 1641 nord, è in particolare oggetto di studio a causa della presenza di un'estesa popolazione di protostelle e stelle T Tauri: in questo settore le stelle meno giovani sono due giganti gialle la cui età si aggira sui 6 milioni di anni, a cui si aggiungono una decina di astri dall'età inferiore ai 2 milioni di anni.